# Erdrutsch in Atami 2021

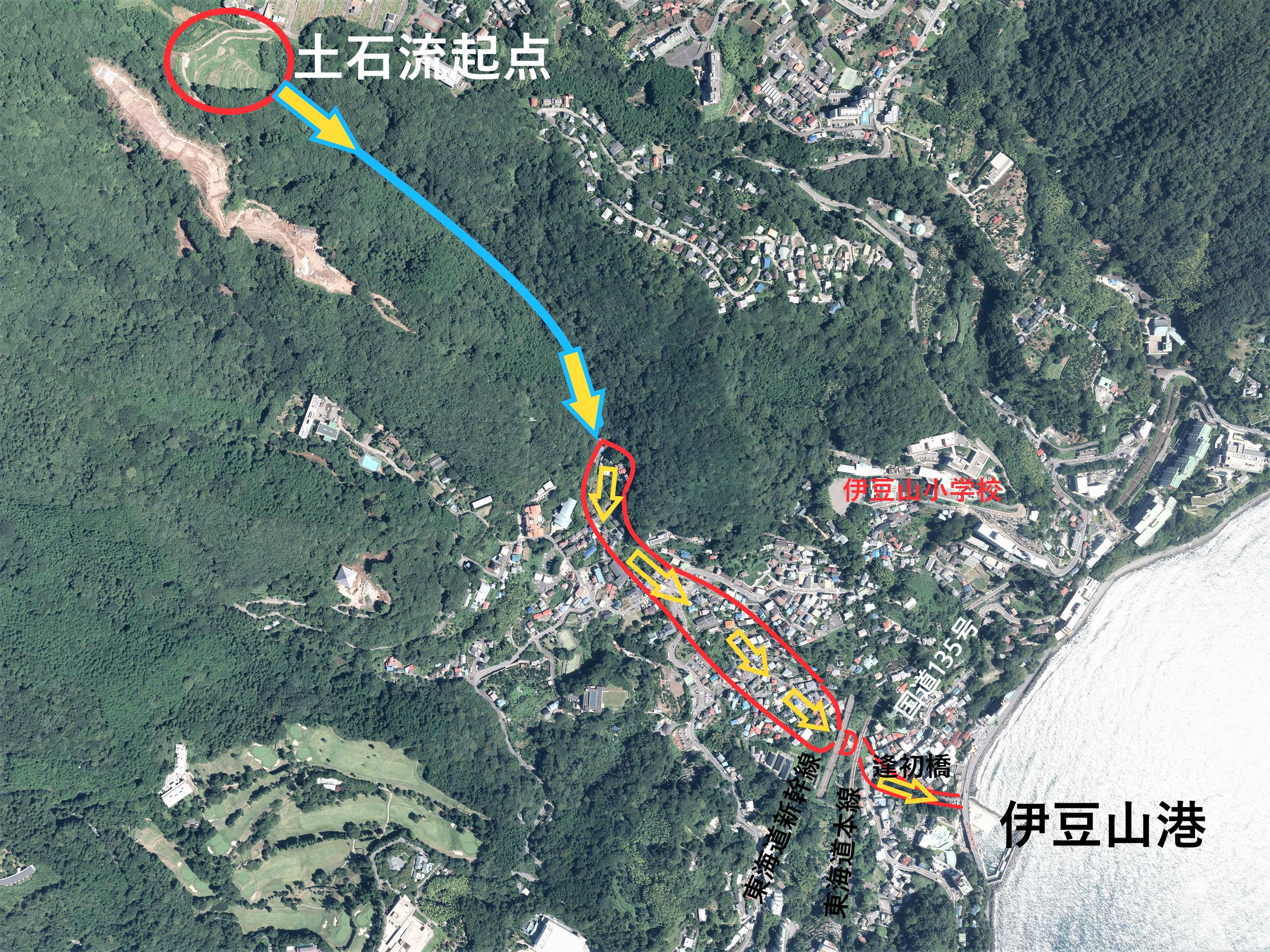
Luftbild: Verlauf des Erdrutsches

Als Erdrutsch in Atami wird ein Erdrutsch bezeichnet, der, ausgelöst durch Starkregen am 3. Juli 2021, durch das Viertel Izusan der Stadt Atami in der japanischen Präfektur Shizuoka niederging. 23 Menschen kamen ums Leben, 4 wurden Stand 14. August noch vermisst. Mehr als 130 Gebäude wurden beschädigt oder zerstört. Die Schlammlawine hatte eine Geschwindigkeit von ungefähr 40 km/h. Sie erstreckte sich über eine Länge von ca. zwei Kilometern bis nahe der Küste.

## Hintergrund
Atami ist eine Stadt am Meer, etwa 109 Kilometer von Tokio entfernt, in der Küstenpräfektur Shizuoka in der Region Chūbu in Zentraljapan. Sie liegt am Rande der Gebirgsketten der Präfektur und ist für ihre steilen Täler und Hügel bekannt. Anfang Juli 2021 fielen im Bereich der Stadt innerhalb von 48 Stunden 310 Millimeter Niederschlag, was die Behörden dazu veranlasste, die Bewohner vor "lebensbedrohlichen" Bedingungen zu warnen. Ausgelöst durch die Regenfälle kam es zu einem Erdrutsch. Dieser zerstörte eine Reihe von Häusern und hinterließ Straßen, die mit Schutt bedeckt waren. Am 3. Juli waren Such- und Rettungsaktionen im Gange, wobei die lokalen Behörden berichteten, dass sie etwa zehn Anrufe von Menschen erhalten hatten, die in ihren Häusern gefangen waren. Eine der wettertechnischen Besonderheiten Japans ist die Regenzeit im Frühsommer, die sich von Ende Mai bis Anfang Juli erstreckt. Vor dem Erdrutsch hatte es in der Umgebung von Atami mehrere Tage lang ununterbrochen starke Regenfälle gegeben. Zum Zeitpunkt des Vorfalls dauerten diese Regenfälle noch an; in Hakone, Präfektur Kanagawa, wurden etwa 790 mm Niederschlag gemessen, während in Gotemba, Präfektur Shizuoka, 550 mm gemessen wurden.
- Überflug am Entstehungsgebiet (1)
- Überflug am Entstehungsgebiet (2)